# Araceli Maciá Antón
Araceli Maciá es doctora en Psicología por la Universidad Autónoma de Madrid (España). Ocupó el puesto de Rectora de la Universidad Nacional de Educación a Distancia entre 2001 y 2005.